# Calcutta, Ohio
Calcutta är en ort i Columbiana County i delstaten Ohio, USA.